# André Presle
Pour les articles homonymes, voir Presle.
André Presle est un trompettiste français.

## Biographie
André Presle a été soliste à l'Orchestre national d'Île-de-France.
Il a enseigné au Conservatoire à rayonnement régional d'Aubervilliers tout comme son fils Frédéric.